# Moritz von Hanau-Hořovice

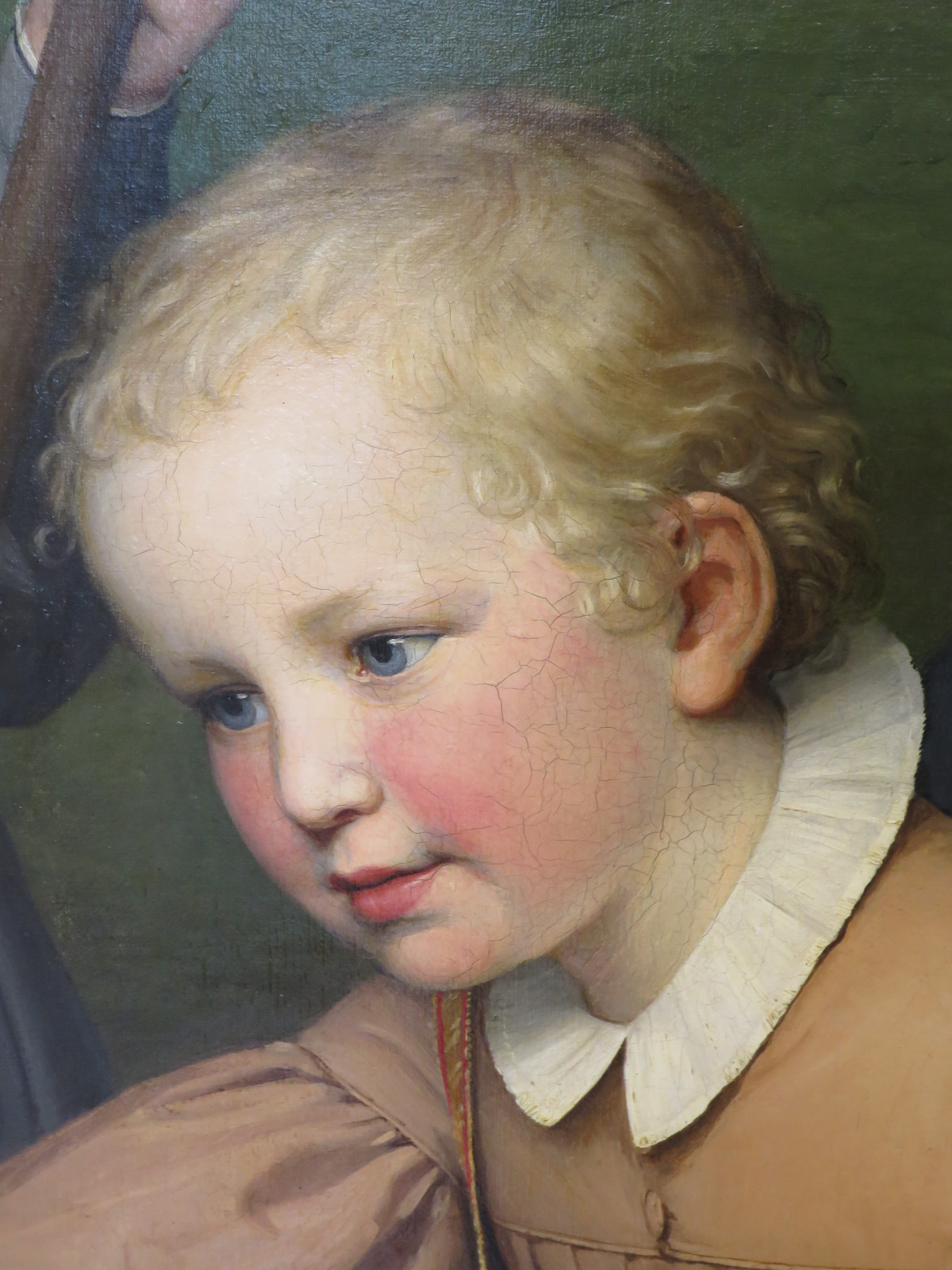
Moritz im Alter von fünf Jahren

Moritz Philipp Heinrich von Hanau (* 4. Mai 1834, Schloss Wilhelmshöhe; † 24. März 1889 in Schloss Hořovice) war der zweite Sohn des Kurfürsten Friedrich Wilhelm I. von Hessen-Kassel (* 1802; † 1875) und dessen morganatischer Ehefrau Gertrude, spätere Fürstin von Hanau zu Hořovice (* 1803; † 1882).

## Leben
Moritz’ älterer Bruder, Friedrich Wilhelm von Hanau, wurde nach seiner „Missheirat“ mit der Schauspielerin Auguste Birnbaum vom Vater von dem Fideikommiss Hanau-Hořowitz ausgeschlossen, den der Kurfürst zugunsten seiner Kinder errichtet hatte, da sie aufgrund der nicht standesgemäßen Ehe ihres Vaters nicht in der Kurwürde und im Fideikommiss des Hauses Hessen nachfolgen konnten. Moritz wurde somit nach dem Tod des Vaters erster Nutznießer des Fideikommisses Hanau-Hořowitz und erster Fürst von Hanau.
Moritz’ Vater verwendete ihn zunächst für diplomatische Missionen in Berlin und St. Petersburg. Er war der Lieblingssohn seines Vaters und wurde von dem präsumtiven Nachfolger in der Kurwürde, Wilhelm von Hessen-Kassel-Rumpenheim, als Konkurrent betrachtet, da man vom Kurfürsten annahm, er wolle seinem nicht standesgemäßen Nachkommen doch noch zur Thronfolge verhelfen – ein sicher aussichtsloses Projekt im damaligen Kontext, da mit einer Anerkennung eines solchen Schritts durch das Ausland nicht zu rechnen war.
Moritz hatte zunächst in Wien, wo er beim Militär diente, eine Affäre mit der ehemaligen Kasseler Sängerin Louise Liebhardt (1828–1899). Aus Wien kehrte er hoch verschuldet zurück. Anschließend galt seine Zuneigung wieder einer nicht standesgemäßen Frau, Anna von Loßberg (* 14. August 1829 in Kassel; † 27. Oktober 1876 in Schloss Hořovice). Aufgrund des Drucks der Familie heiratete er sie zunächst nicht, aber es kam zum Bruch mit dem Vater: Nach dem Untergang des Kurstaates 1866 im Deutsch-Österreichischen Krieg durch die Annexion seitens Preußens ging er nicht mit seinem Vater ins Exil, sondern trat in die bisher gegnerische, preußische Armee ein. Er schied jedoch bereits 1868 als Oberstleutnant wieder aus.
Nach dem Tod des Vaters am 6. Januar 1875 trat Moritz das Erbe im Fideikommiss Hanau-Hořowitz an und heiratete seine langjährige Geliebte, Anna von Loßberg, am 15. April 1875. Sie starb aber bereits am 27. Oktober 1876. Das Paar hatte keine Kinder. Nach seinem Tod folgte ihm als Fürst von Hanau sein jüngerer Bruder Wilhelm (* 1836; † 1902).